# Soldier's Girl
Soldier's Girl è un film per la televisione del 2003 diretto da Frank Pierson.
Basato su una storia vera, il film racconta il rapporto tra il soldato Barry Winchell e la donna trans Calpernia Addams e gli eventi che hanno portato all'omicidio di Winchell da parte di un suo commilitone. Protagonisti del film sono Troy Garity e Lee Pace.

## Trama
Barry Winchell è un soldato volontario della 101ª Divisione aviotrasportata dell'Esercito degli Stati Uniti, di stanza a Fort Campbell, Kentucky. Stringe amicizia col suo compagno di stanza Justin Fisher, un soldato semplice con problemi di droga. Una sera Winchell e Fisher, assieme ad altri soldati, assistono ad uno spettacolo di drag queen a Nashville. Tra le performer c'è Calpernia Addams, un ex medico nella Marina e veterana della guerra del Golfo prima di iniziare il percorso di transizione per il cambio di sesso. Tra Barry e Calpernia nasce una forte attrazione che sfocia in un tenero sentimento. Ma Barry dovrà fare i conti con la forte omofobia dell'Esercito e il compagno di stanza Fisher inizia a diffondere voci sul loro rapporto, in violazione alla legge Don't ask, don't tell. Barry è sempre più vittima di molestie e pressioni, che sfociano in atti violenza, quando Fisher spinge il soldato omofobo Calvin Glover a punirlo per la sua diversità. Barry viene picchiato a morte nel sonno con una mazza da baseball da Calvin Glover, nel luglio del 1999, mentre Calpernia si esibiva a Nashville.

## Distribuzione
Il film è stato presentato in anteprima al Sundance Film Festival il 20 gennaio 2013. Nel maggio dello stesso anno è stato presentato al Tribeca Film Festival per poi essere trasmesso sul canale via cavo Showtime. È stato distribuito in edizione home video il 27 gennaio 2004. In Italia il film è inedito sia per l'home video che su Paramount+.
Negli Stati Uniti d'America il film è stato vietato ai minori di 17 anni non accompagnati, per la presenza di contenuti sessuali, breve nudità, violenza e linguaggio scurrile.

## Produzione
Le riprese si sono svolte interamente in Canada, più precisamente a Barrie, Brampton e a Toronto.

## Riconoscimenti
- 2003 - Emmy Awards
  - Candidatura per la migliore regia di una miniserie o film per la televisione a Frank Pierson
  - Candidatura per il miglior trucco per una miniserie o film TV a Raymond Mackintosh e Russell Cate
- 2003 - Peabody Awards
  - Miglior film
- 2004 - Golden Globe
  - Candidatura per la miglior miniserie o film per la televisione
  - Candidatura per il miglior attore in una mini-serie o film per la televisione a Troy Garity
  - Candidatura per il miglior attore non protagonista in una serie, miniserie o film TV a Lee Pace
- 2004 - Independent Spirit Awards
  - Candidatura per il miglior attore protagonista a Troy Garity
  - Candidatura per il miglior attore non protagonista a Lee Pace
- 2004 - Satellite Awards
  - Candidatura per il miglior attore in una miniserie o film per la televisione a Troy Garity
  - Candidatura per il miglior attore in una miniserie o film per la televisione a Lee Pace
  - Candidatura per il miglior attore non protagonista in una miniserie o film per la televisione a Shawn Hatosy
- 2004 - AFI Awards
  - Programma televisivo dell'anno
- 2004 - Gotham Awards
  - Breakthrough Award a Lee Pace
- 2004 - GLAAD Media Awards
  - Candidatura per il miglior film per la televisione